# Cubas de la Sagra
Cubas de la Sagra er en by og kommune i det centrale Spanien i Madrid-regionen. Den har et indbyggertal på 6.988 (2024) indbyggere.